# Músculo constritor inferior da faringe
O músculo constritor da faringe inferior é um músculo da faringe que auxilia na deglutição.